# Luigi Datome
Luigi Datome, detto Gigi (Montebelluna, 27 novembre 1987), è un ex cestista italiano, di ruolo ala piccola, professionista in NBA e in Europa.

## Caratteristiche tecniche
In attività era un eccellente tiratore da tre punti, come dichiarato anche dal suo ex allenatore Brad Stevens, quando era ai Boston Celtics.

## Biografia
Nasce a Montebelluna, provincia di Treviso, paese della madre ma subito dopo si trasferisce a Olbia. In giovane età comincia a giocare a basket nella "Santa Croce Olbia '70", la società di suo padre.
È il compagno di Chiara Pastore, anche lei giocatrice di pallacanestro. I due sono genitori di una figlia.
Nel luglio 2023, durante il ritiro tenutasi a Folgaria per la preparazione della campionato mondiale del 2023 nelle Filippine, Datome co-conduce assieme a Nicolò Melli il podcast Afternoon, che racconta il dietro le quinte del raduno della Nazionale di pallacanestro italiana e viene pubblicato sui canali social della Federazione.
Nel giugno 2024, durante il ritiro tenutosi - per il secondo anno consecutivo - a Folgaria in vista del torneo di Qualificazione Olimpica FIBA 2024, Datome co-conduce, ancora una volta, il podcast Afternoon al fianco di Nicolò Melli.

## Carriera

### Club

#### Gli inizi, Virtus Roma
Datome è cresciuto nelle giovanili della Santa Croce di Olbia. Ha debuttato in Serie B2 all'età di 15 anni e nello stesso periodo ha conquistato lo scudetto Allievi. Nel 2003 si trasferisce alla Montepaschi Siena allenata da Carlo Recalcati e vi rimane fino al 2006. Nella sua prima stagione senese disputa sei partite e conquista lo scudetto e la Supercoppa. Nella stagione successiva disputa tredici partite; nel 2005-2006 aumenta il suo minutaggio e le presenze, partendo cinque volte in quintetto.
A metà della stagione 2006-07 passa dalla Montepaschi Siena alla Legea Scafati in seguito a uno scambio con Rodolfo Rombaldoni, che si trasferisce a Siena; veste la canotta di Scafati anche la stagione successiva e colleziona in totale 46 presenze. Nel settembre 2008 fa ritorno a Siena, che lo cede in comproprietà alla Virtus Roma per due stagioni. Nel 2008-2009 viene eletto Miglior under-22 del campionato.
Rimane a Roma fino alla fine della stagione 2012-13, mettendo a referto 149 partite e 1.776 punti. Nella sua ultima stagione a Roma, Datome trova la definitiva consacrazione: viene eletto miglior giocatore del campionato al termine della stagione regolare 2012-2013 e arriva in finale play-off da capitano e trascinatore, perdendo contro la Montepaschi Siena (4-1).

#### Detroit Pistons
Il 15 luglio 2013 lascia l'Italia e si trasferisce in NBA, firmando per i Detroit Pistons e scegliendo di indossare la maglia numero 13.
Il 30 ottobre 2013 fa il suo esordio in NBA, giocando diciannove secondi nella partita vinta dai Pistons contro i Wizards. Mette a referto 13 punti nella partita vinta fuori casa contro i Cleveland Cavaliers, realizzando il proprio career-high. Complice l'arrivo a Detroit con un infortunio al piede rimediato con la Nazionale, Datome salta tutta la pre-season, episodio che lo fa scendere nelle "gerarchie" di squadra. Nel corso della stagione non trova molto spazio: alla fine 238 minuti in 34 partite.
Nella stagione 2014-15, quella della rivoluzione per Detroit, Datome è ai margini della squadra e disputa la prima partita contro i Los Angeles Lakers firmando 7 punti. Il 15 gennaio 2015 annuncia di voler scendere di categoria in D-League per trovare maggior spazio in campo: disputa tre partite nella D-League Showcase 2015, venendo sconfitto in finale, e al termine di tale manifestazione torna a Detroit come già d'accordo con la dirigenza. L'11 febbraio torna in campo con i Pistons nella vittoria contro gli Hornets, dove mette quattro punti a referto.

#### Boston Celtics
Il 19 febbraio 2015 viene ceduto insieme a Jonas Jerebko ai Boston Celtics in cambio di Tayshaun Prince. Sceglie il numero 70 in onore della Santa Croce Olbia, società della sua famiglia e prima squadra in carriera, fondata nel 1970.
Debutta nello stesso mese contro New York giocando gli ultimi 4 minuti di gara. Il 15 aprile viene schierato per la prima volta titolare e realizza il suo career-high in NBA segnando 22 punti nel corso dell'ultima partita della regular season contro i Milwaukee Bucks.
I Celtics si piazzano settimi nella Eastern Conference e, nel primo turno dei play-off, incontrano i Cleveland Cavaliers di LeBron James: questa rappresenta la prima partecipazione di Datome alla post-season NBA. I Celtics però vengono subito eliminati dai ben più quotati avversari e Datome trova solo 4,7 minuti di media nelle gare di post-season.

#### Fenerbahçe
Il 14 luglio 2015 si trasferisce al Fenerbahçe, facendo così ritorno in Europa. Con la squadra turca disputa un'ottima stagione: giunge in finale di Eurolega, vince la coppa e il campionato nazionale, venendo nominato MVP delle finali di quest'ultima. Nella stagione successiva 2016-2017 vince sia l'Eurolega sia il campionato. L'anno successivo raggiunge ancora la Final Four, chiudendo al secondo posto. Trascorre in Turchia altre tre stagioni, vincendo un altro campionato nel 2017-2018.

#### Olimpia Milano e ritiro
Il 30 giugno 2020, dopo aver risolto il contratto con il Fenerbahçe, firma un triennale con l'Olimpia Milano, tornando in Italia a sette anni di distanza dall'ultima esperienza in Serie A. Il 14 febbraio 2021, grazie alla vittoria per 87 a 59 nella finale contro la Victoria Libertas Pallacanestro nella quale realizza 15 punti, conquista la Coppa Italia 2021, venendo altresì nominato MVP e miglior tiratore della competizione..
Al momento ha la miglior percentuale del tiro da 3 punti in Eurolega, con quasi il 44%, tra i giocatori che hanno messo a segno almeno 300 tiri da 3 punti in questa competizione.
Dopo lo scudetto vinto nel giugno 2023, contestualmente al titolo di MVP delle Finals, ha annunciato il 7 luglio 2023, tramite un video sul suo account Instagram, la propria decisione di ritirarsi dal basket giocato al termine dei Mondiali di pallacanestro nelle Filippine. Successivamente nel mese di ottobre Gigi Datome è stato inserito nella Hall of Fame dell'Olimpia Milano insieme ad altri sei giocatori associati all'era Armani.

### Nazionale

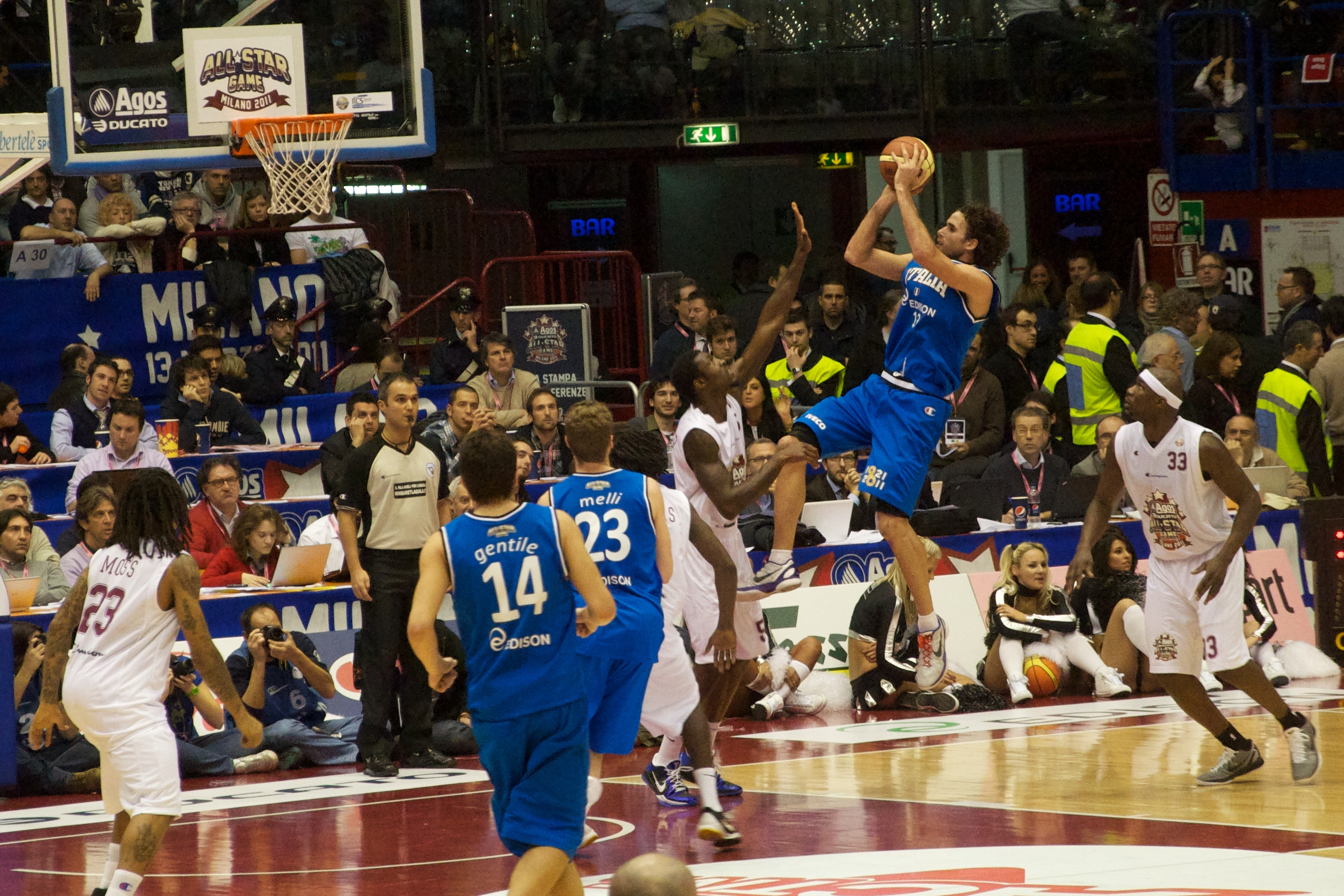
Datome al tiro all'All Star Game 2011.

Datome ha fatto parte delle nazionali giovanili: si è classificato al 9º posto agli Europei cadetti del 2003, al 4º agli Europei under-18 del 2004 per poi vincere il bronzo nel 2005. Ha disputato anche i FIBA EuroBasket Under-20 2006 (4º posto) e 2007 (3º posto).
Nell'estate 2007 esordisce nella nazionale maggiore: il 2 giugno realizza 5 punti nell'amichevole contro la Croazia. Viene poi convocato per i FIBA EuroBasket 2007 in Spagna: per lui 6 minuti in campo nell'arco di tutto il torneo (con 2 rimbalzi), nella gara persa 74-79 contro la Lituania. Veste la maglia di capitano per i FIBA EuroBasket 2013 che conclude con 13,8 punti, 4,8 rimbalzi e 1,4 assist.
Nel giugno 2016 viene convocato per il torneo di Qualificazione Olimpica FIBA 2016 di Torino, ma il 9 luglio la nazionale italiana viene battuta in finale dalla Croazia.
Nel 2017 disputa le qualificazioni e le fasi finali dei Campionati Europei arrivando fino ai quarti di finale, dove la nazionale viene battuta il 13 settembre dalla Serbia.
Nell'agosto del 2023, Datome viene incluso dal commissario tecnico Gianmarco Pozzecco, nella rosa partecipante ai Mondiali maschili di pallacanestro in Filippine, Giappone, e Indonesia, della quale è il capitano. Nella sua ultima competizione nella carriera da cestista ottiene un ottavo posto giocando 14 minuti di media con 7.8 punti a partita e tra le quali spiccano le prestazioni contro la Serbia, in cui grazie 10 punti di fila ricuce il gap che poi consentì agli Azzurri di vincere e poi conquistare il primo posto nel girone della seconda fase, e i 22 punti in 20 minuti nella sconfitta contro la Lettonia nella semifinale del torneino per il quinto posto.
Il 9 settembre 2023, Datome disputa il suo ultimo match da cestista, giocando la finale per il settimo posto persa contro la Slovenia a Manila: si congeda così dopo aver collezionato 203 presenze in nazionale maggiore, risultando il decimo giocatore di sempre per presenze con la maglia azzurra, e 321 in totale fra nazionale maggiore e selezioni giovanili, record assoluto per la pallacanestro italiana.

## Attività benefiche
Il 1º luglio 2017, a seguito di una scommessa persa su Twitter, Datome è stato promotore a Bergamo del Gigione Day, un evento di beneficenza che lo ha visto sfidare insieme a Elisa Penna, Martin Castrogiovanni, Diego Flaccadori e David Moss la squadra di pallacanestro di Brembate Sopra, militante nel CSI. La partita è stata giocata durante il torneo estivo King of The Pilo, tappa fissa per i cestisti bergamaschi, inserito nel circuito FISB Silver. L'incasso dell'evento derivato dalla vendita di gadget autografati è stato interamente devoluto all'associazione AGPD - Associazione Genitori e Persone con Sindrome di Down.
Il 15 luglio 2018 si è tenuta la seconda edizione del Gigione Day, questa volta alla Ghirada di Treviso, il quartiere in cui si concentra la gran parte degli impianti sportivi della città. Anche questa volta l'intero ricavato dell'evento è stato devoluto in beneficenza all'associazione ANGSA - Associazione Nazionale Genitori Soggetti Autistici. All'evento hanno partecipato Stefano Tonut, Martin Castrogiovanni, Ghemon, Giorgia Sottana, Tommaso Baldasso e Riccardo Visconti.

## Statistiche

### Serie A
| Stagione        | Squadra           | Competizione    | Partite | Partite | Partite | Statistiche tiro | Statistiche tiro | Statistiche tiro | Altre statistiche | Altre statistiche | Altre statistiche | Altre statistiche | Altre statistiche |
| Stagione        | Squadra           | Competizione    | Pres.   | Titol.  | Minuti  | Tiri da 2        | Tiri da 3        | Liberi           | Rimb.             | Assist            | Rubate            | Stopp.            | Punti             |
| --------------- | ----------------- | --------------- | ------- | ------- | ------- | ---------------- | ---------------- | ---------------- | ----------------- | ----------------- | ----------------- | ----------------- | ----------------- |
| 2003-2004       | Montepaschi Siena | Serie A         | 6       | 0       | 17      | 1 /1             | 2 /3             | 2 /2             | 6                 | 2                 | 1                 | 0                 | 10                |
| 2004-2005       | Montepaschi Siena | Serie A         | 13      | 0       | 48      | 4 /8             | 1 /8             | 4 /10            | 13                | 4                 | 3                 | 0                 | 15                |
| 2005-2006       | Montepaschi Siena | Serie A         | 32      | 5       | 458     | 44 /71           | 33 /91           | 17 /27           | 70                | 12                | 27                | 8                 | 204               |
| 2006-feb.       | Montepaschi Siena | Serie A         | 16      | 0       | 115     | 11/22            | 5/13             | 4/4              | 24                | 7                 | 7                 | 1                 | 41                |
| feb.-2007       | Legea Scafati     | Serie A         | 14      | 9       | 227     | 20/36            | 11/33            | 9/10             | 42                | 8                 | 17                | 4                 | 82                |
| 2007-2008       | Legea Scafati     | Serie A         | 32      | 25      | 706     | 70 /117          | 33 /83           | 51 /58           | 110               | 27                | 47                | 11                | 290               |
| 2008-2009       | Lottomatica Roma  | Serie A         | 31      | 2       | 562     | 47 /83           | 45 /88           | 46 /59           | 96                | 15                | 44                | 10                | 275               |
| 2009-2010       | Lottomatica Roma  | Serie A         | 19      | 8       | 291     | 14 /45           | 15 /52           | 13 /16           | 59                | 13                | 17                | 5                 | 86                |
| 2010-2011       | Lottomatica Roma  | Serie A         | 26      | 21      | 639     | 64 /120          | 38 /89           | 34 /37           | 115               | 19                | 32                | 14                | 276               |
| 2011-2012       | Acea Roma         | Serie A         | 25      | 19      | 669     | 89 /151          | 38 /88           | 60 /65           | 126               | 31                | 27                | 8                 | 352               |
| 2012-2013       | Acea Roma         | Serie A         | 48      | 48      | 1592    | 169 /327         | 87 /221          | 188 /204         | 272               | 80                | 67                | 38                | 787               |
| Totale carriera | Totale carriera   | Totale carriera | 262     | 137     | 5324    | 533/981          | 308/769          | 428/492          | 933               | 218               | 289               | 99                | 2418              |

### NBA

#### Regular Season
| Anno      | Squadra         | PG | PT | MP   | TC%  | 3P%  | TL%  | RP  | AP  | PRP | SP  | PP  |
| --------- | --------------- | -- | -- | ---- | ---- | ---- | ---- | --- | --- | --- | --- | --- |
| 2013-2014 | Detroit Pistons | 34 | 0  | 7,0  | 35,1 | 17,9 | 80,0 | 1,4 | 0,3 | 0,2 | 0,0 | 2,4 |
| 2014-2015 | Detroit Pistons | 3  | 0  | 5,7  | 41,7 | 25,0 | -    | 1,3 | 0,7 | 0,3 | 0,0 | 3,7 |
| 2014-2015 | Boston Celtics  | 18 | 1  | 10,7 | 49,4 | 47,2 | 100  | 1,4 | 0,4 | 0,1 | 0,4 | 5,2 |
| Carriera  | Carriera        | 55 | 1  | 8,1  | 41,4 | 31,6 | 81,8 | 1,4 | 0,4 | 0,1 | 0,1 | 3,4 |

#### Play-off
| Anno     | Squadra        | PG | PT | MP  | TC%  | 3P% | TL% | RP  | AP  | PRP | SP  | PP  |
| -------- | -------------- | -- | -- | --- | ---- | --- | --- | --- | --- | --- | --- | --- |
| 2015     | Boston Celtics | 3  | 0  | 4,7 | 33,3 | 0,0 | -   | 0,3 | 0,3 | 0,0 | 0,0 | 1,3 |
| Carriera | Carriera       | 3  | 0  | 4,7 | 33,3 | 0,0 | -   | 0,3 | 0,3 | 0,0 | 0,0 | 1,3 |

#### Massimi in carriera
- Massimo di punti: 22 vs Milwaukee Bucks (15 aprile 2015)[24]
- Massimo di rimbalzi: 5 (2 volte)
- Massimo di assist: 2 (3 volte)
- Massimo di palle rubate: 2 vs Cleveland Cavaliers (13 dicembre 2013)
- Massimo di stoppate: 3 vs Philadelphia 76ers (16 marzo 2015)
- Massimo di minuti: 27 vs Milwaukee Bucks (15 aprile 2015)

#### D-League
| Stagione        | Squadra            | Competizione    | Partite | Partite | Partite | Statistiche tiro | Statistiche tiro | Statistiche tiro | Altre statistiche | Altre statistiche | Altre statistiche | Altre statistiche | Altre statistiche |
| Stagione        | Squadra            | Competizione    | Pres.   | Titol.  | Minuti  | Tiri da 2        | Tiri da 3        | Liberi           | Rimb.             | Assist            | Rubate            | Stopp.            | Punti             |
| --------------- | ------------------ | --------------- | ------- | ------- | ------- | ---------------- | ---------------- | ---------------- | ----------------- | ----------------- | ----------------- | ----------------- | ----------------- |
| gen. 2015       | Grand Rapids Drive | NBA D-League    | 3       | 0       | 76      | 14/32            | 6/13             | 6/7              | 21                | 2                 | 0                 | 3                 | 40                |
| Totale carriera | Totale carriera    | Totale carriera | 3       | 0       | 76      | 14/32            | 6/13             | 6/7              | 21                | 2                 | 0                 | 3                 | 40                |

### Eurolega
| Anno       | Squadra         | PG  | PT  | MP   | TC%  | 3P%  | TL%  | RP  | AP  | PRP | SP  | PP   |
| ---------- | --------------- | --- | --- | ---- | ---- | ---- | ---- | --- | --- | --- | --- | ---- |
| 2004-2005  | Mens Sana Siena | 6   | 0   | 5,5  | 58,3 | 0,0  | -    | 1,3 | 0,2 | 0,3 | 0,0 | 2,3  |
| 2005-2006  | Mens Sana Siena | 11  | 2   | 11,2 | 53,9 | 57,9 | 100  | 2,3 | 0,4 | 0,7 | 0,2 | 5,2  |
| 2008-2009  | Virtus Roma     | 13  | 2   | 16,9 | 41,7 | 34,8 | 89,5 | 3,7 | 0,6 | 0,4 | 0,3 | 5,8  |
| 2009-2010  | Virtus Roma     | 2   | 0   | 10,9 | 40,0 | 40,0 | 100  | 2,0 | 0,5 | 0,0 | 0,0 | 6,0  |
| 2010-2011  | Virtus Roma     | 13  | 12  | 24,5 | 43,8 | 36,7 | 100  | 4,3 | 0,7 | 1,1 | 0,4 | 9,1  |
| 2015-2016  | Fenerbahçe      | 29  | 23  | 27,0 | 51,6 | 46,2 | 86,7 | 4,4 | 1,9 | 0,4 | 0,3 | 12,4 |
| 2016-2017† | Fenerbahçe      | 33  | 21  | 23,6 | 44,2 | 46,6 | 94,4 | 3,7 | 1,1 | 0,5 | 0,1 | 9,2  |
| 2017-2018  | Fenerbahçe      | 35  | 15  | 23,9 | 48,6 | 44,4 | 91,7 | 3,4 | 1,1 | 0,4 | 0,6 | 9,6  |
| 2018-2019  | Fenerbahçe      | 34  | 15  | 21,1 | 47,8 | 41,5 | 91,7 | 3,6 | 0,8 | 0,5 | 0,2 | 9,0  |
| 2019-2020  | Fenerbahçe      | 28  | 15  | 22,4 | 47,8 | 43,1 | 92,9 | 3,4 | 1,3 | 0,8 | 0,3 | 8,3  |
| 2020-2021  | Olimpia Milano  | 37  | 7   | 16,5 | 48,4 | 51,1 | 89,7 | 2,8 | 0,8 | 0,2 | 0,1 | 7,1  |
| 2021-2022  | Olimpia Milano  | 26  | 13  | 15,3 | 44,2 | 39,0 | 86,7 | 1,4 | 0,3 | 0,5 | 0,2 | 7,0  |
| 2022-2023  | Olimpia Milano  | 6   | 1   | 9,4  | 36,4 | 41,7 | 100  | 0,8 | 0,0 | 0,2 | 0,0 | 3,7  |
| Carriera   | Carriera        | 273 | 126 | 20,2 | 47,3 | 43,9 | 90,8 | 3,2 | 0,9 | 0,5 | 0,2 | 8,3  |

### Cronologia presenze e punti in nazionale
| Cronologia completa delle presenze e dei punti in Nazionale - Italia | Cronologia completa delle presenze e dei punti in Nazionale - Italia | Cronologia completa delle presenze e dei punti in Nazionale - Italia | Cronologia completa delle presenze e dei punti in Nazionale - Italia | Cronologia completa delle presenze e dei punti in Nazionale - Italia | Cronologia completa delle presenze e dei punti in Nazionale - Italia | Cronologia completa delle presenze e dei punti in Nazionale - Italia | Cronologia completa delle presenze e dei punti in Nazionale - Italia |
| Data                                                                 | Città                                                                | In casa                                                              | Risultato                                                            | Ospiti                                                               | Competizione                                                         | Punti                                                                | Note                                                                 |
| -------------------------------------------------------------------- | -------------------------------------------------------------------- | -------------------------------------------------------------------- | -------------------------------------------------------------------- | -------------------------------------------------------------------- | -------------------------------------------------------------------- | -------------------------------------------------------------------- | -------------------------------------------------------------------- |
| 02/06/2007                                                           | Bari                                                                 | Italia                                                               | 80 - 73                                                              | Croazia                                                              | Amichevole                                                           | 5                                                                    |                                                                      |
| 06/06/2007                                                           | Porto San Giorgio                                                    | Italia                                                               | 88 - 78                                                              | Croazia                                                              | Torneo amichevole                                                    | 3                                                                    |                                                                      |
| 03/09/2007                                                           | Alicante                                                             | Italia                                                               | 68 - 69                                                              | Slovenia                                                             | EuroBasket 2007 - 1ª fase a gironi                                   | 0                                                                    |                                                                      |
| 04/09/2007                                                           | Alicante                                                             | Italia                                                               | 62 - 69                                                              | Francia                                                              | EuroBasket 2007 - 1ª fase a gironi                                   | 0                                                                    |                                                                      |
| 05/09/2007                                                           | Alicante                                                             | Italia                                                               | 79 - 70                                                              | Polonia                                                              | EuroBasket 2007 - 1ª fase a gironi                                   | 0                                                                    |                                                                      |
| 08/09/2007                                                           | Madrid                                                               | Italia                                                               | 74 - 79                                                              | Lituania                                                             | EuroBasket 2007 - 2ª fase a gironi                                   | 0                                                                    |                                                                      |
| 10/09/2007                                                           | Madrid                                                               | Italia                                                               | 84 - 75                                                              | Turchia                                                              | EuroBasket 2007 - 2ª fase a gironi                                   | 0                                                                    |                                                                      |
| 12/09/2007                                                           | Madrid                                                               | Italia                                                               | 58 - 67                                                              | Germania                                                             | EuroBasket 2007 - 2ª fase a gironi                                   | 0                                                                    |                                                                      |
| 26/05/2008                                                           | Alba Adriatica                                                       | Italia                                                               | 77 - 56                                                              | Iran                                                                 | Amichevole                                                           | 9                                                                    |                                                                      |
| 27/05/2008                                                           | Campli                                                               | Italia                                                               | 84 - 67                                                              | Iran                                                                 | Amichevole                                                           | 7                                                                    |                                                                      |
| 29/05/2008                                                           | Roseto degli Abruzzi                                                 | Italia                                                               | 93 - 65                                                              | Algeria                                                              | Torneo amichevole                                                    | 10                                                                   |                                                                      |
| 30/05/2008                                                           | Roseto degli Abruzzi                                                 | Italia                                                               | 67 - 63                                                              | Croazia                                                              | Torneo amichevole                                                    | 18                                                                   |                                                                      |
| 31/05/2008                                                           | Roseto degli Abruzzi                                                 | Italia                                                               | 79 - 86                                                              | Iran                                                                 | Torneo amichevole                                                    | 0                                                                    |                                                                      |
| 03/06/2008                                                           | Treviglio                                                            | Italia                                                               | 65 - 69                                                              | Rep. Ceca                                                            | Amichevole                                                           | 14                                                                   |                                                                      |
| 06/06/2008                                                           | Verona                                                               | Italia                                                               | 76 - 68                                                              | Ucraina                                                              | Torneo amichevole                                                    | 11                                                                   |                                                                      |
| 07/06/2008                                                           | Verona                                                               | Italia                                                               | 73 - 59                                                              | Selezione U22 LNP                                                    | Torneo Amichevole                                                    | 25                                                                   |                                                                      |
| 08/06/2008                                                           | Verona                                                               | Italia                                                               | 88 - 69                                                              | Rep. Ceca                                                            | Torneo amichevole                                                    | 6                                                                    |                                                                      |
| 10/06/2008                                                           | Montebelluna                                                         | Italia                                                               | 90 - 73                                                              | Ucraina                                                              | Amichevole                                                           | 14                                                                   |                                                                      |
| 13/08/2008                                                           | Cagliari                                                             | Italia                                                               | 70 - 57                                                              | Estonia                                                              | Torneo amichevole                                                    | 16                                                                   |                                                                      |
| 14/08/2008                                                           | Cagliari                                                             | Italia                                                               | 66 - 51                                                              | Belgio                                                               | Torneo amichevole                                                    | 17                                                                   |                                                                      |
| 15/08/2008                                                           | Cagliari                                                             | Italia                                                               | 83 - 74                                                              | Gran Bretagna                                                        | Torneo amichevole                                                    | 7                                                                    |                                                                      |
| 20/08/2008                                                           | Cagliari                                                             | Italia                                                               | 64 - 78                                                              | Serbia                                                               | Qual. Euro 2009                                                      | 12                                                                   |                                                                      |
| 23/08/2008                                                           | Szolnok                                                              | Ungheria                                                             | 68 - 64                                                              | Italia                                                               | Qual. Euro 2009                                                      | 0                                                                    |                                                                      |
| 27/08/2008                                                           | Chieti                                                               | Italia                                                               | 88 - 80                                                              | Finlandia                                                            | Qual. Euro 2009                                                      | 0                                                                    |                                                                      |
| 30/08/2008                                                           | Sofia                                                                | Bulgaria                                                             | 81 - 80                                                              | Italia                                                               | Qual. Euro 2009                                                      | 17                                                                   |                                                                      |
| 06/09/2008                                                           | Belgrado                                                             | Serbia                                                               | 72 - 52                                                              | Italia                                                               | Qual. Euro 2009                                                      | 0                                                                    |                                                                      |
| 10/09/2008                                                           | Porto San Giorgio                                                    | Italia                                                               | 75 - 68                                                              | Ungheria                                                             | Qual. Euro 2009                                                      | 0                                                                    |                                                                      |
| 17/09/2008                                                           | Torino                                                               | Italia                                                               | 82 - 81                                                              | Bulgaria                                                             | Qual. Euro 2009                                                      | 0                                                                    |                                                                      |
| 18/06/2009                                                           | Biella                                                               | Giordania                                                            | 61 - 94                                                              | Italia                                                               | Torneo amichevole                                                    | 13                                                                   |                                                                      |
| 19/06/2009                                                           | Biella                                                               | Grecia                                                               | 79 - 67                                                              | Italia                                                               | Torneo amichevole                                                    | 10                                                                   |                                                                      |
| 20/06/2009                                                           | Biella                                                               | Croazia                                                              | 70 - 75                                                              | Italia                                                               | Torneo amichevole                                                    | 7                                                                    |                                                                      |
| 28/06/2009                                                           | Teramo                                                               | Albania                                                              | 69 - 106                                                             | Italia                                                               | G. Mediterraneo 2009 - Fase a gironi                                 | 20                                                                   |                                                                      |
| 29/06/2009                                                           | Teramo                                                               | Montenegro                                                           | 70 - 105                                                             | Italia                                                               | G. Mediterraneo 2009 - Fase a gironi                                 | 15                                                                   |                                                                      |
| 30/06/2009                                                           | Teramo                                                               | Turchia                                                              | 121 - 119 dts                                                        | Italia                                                               | G. Mediterraneo 2009 - Fase a gironi                                 | 16                                                                   |                                                                      |
| 01/07/2009                                                           | Roseto degli Abruzzi                                                 | Serbia                                                               | 64 - 75                                                              | Italia                                                               | G. Mediterraneo 2009 - Quarti                                        | 18                                                                   |                                                                      |
| 02/07/2009                                                           | Teramo                                                               | Italia                                                               | 104 - 108 dts                                                        | Croazia                                                              | G. Mediterraneo 2009 - Semifinali                                    | 0                                                                    |                                                                      |
| 04/07/2009                                                           | Teramo                                                               | Italia                                                               | 71 - 88                                                              | Turchia                                                              | G. Mediterraneo 2009 - Finale 3º posto                               | 0                                                                    |                                                                      |
| 17/07/2009                                                           | Bormio                                                               | Senegal                                                              | 63 - 67                                                              | Italia                                                               | Torneo amichevole                                                    | 8                                                                    |                                                                      |
| 18/07/2009                                                           | Bormio                                                               | Rep. Ceca                                                            | 97 - 89                                                              | Italia                                                               | Torneo amichevole                                                    | 6                                                                    |                                                                      |
| 25/07/2009                                                           | Trento                                                               | Canada                                                               | 69 - 91                                                              | Italia                                                               | Torneo amichevole                                                    | 8                                                                    |                                                                      |
| 26/07/2009                                                           | Trento                                                               | Nuova Zelanda                                                        | 70 - 88                                                              | Italia                                                               | Torneo amichevole                                                    | 4                                                                    |                                                                      |
| 27/06/2009                                                           | Trento                                                               | Portogallo                                                           | 72 - 83                                                              | Italia                                                               | Torneo amichevole                                                    | 0                                                                    |                                                                      |
| 01/08/2009                                                           | Conegliano                                                           | Italia                                                               | 81 - 75                                                              | Canada                                                               | Amichevole                                                           | 4                                                                    |                                                                      |
| 05/08/2009                                                           | Cagliari                                                             | Italia                                                               | 77 - 80                                                              | Francia                                                              | Qual. Euro 2009                                                      | 2                                                                    |                                                                      |
| 11/08/2009                                                           | Vantaa                                                               | Finlandia                                                            | 75 - 77                                                              | Italia                                                               | Qual. Euro 2009                                                      | 0                                                                    |                                                                      |
| 14/08/2009                                                           | Pau                                                                  | Francia                                                              | 81 - 61                                                              | Italia                                                               | Qual. Euro 2009                                                      | 0                                                                    |                                                                      |
| 09/07/2010                                                           | Bormio                                                               | Italia                                                               | 88 - 46                                                              | Ungheria                                                             | Torneo amichevole                                                    | 6                                                                    |                                                                      |
| 11/07/2010                                                           | Bormio                                                               | Italia                                                               | 78 - 41                                                              | Iran                                                                 | Torneo amichevole                                                    | 0                                                                    |                                                                      |
| 17/07/2010                                                           | Firenze                                                              | Italia                                                               | 88 - 76                                                              | Polonia                                                              | Torneo amichevole                                                    | 3                                                                    |                                                                      |
| 18/07/2010                                                           | Firenze                                                              | Italia                                                               | 83 - 84                                                              | Bulgaria                                                             | Torneo amichevole                                                    | 0                                                                    |                                                                      |
| 24/07/2010                                                           | Parenzo                                                              | Croazia                                                              | 89 - 72                                                              | Italia                                                               | Amichevole                                                           | 0                                                                    |                                                                      |
| 25/07/2010                                                           | Pola                                                                 | Croazia                                                              | 80 - 71                                                              | Italia                                                               | Amichevole                                                           | 0                                                                    |                                                                      |
| 02/08/2010                                                           | Bari                                                                 | Italia                                                               | 71 - 79                                                              | Israele                                                              | Qual. Euro 2011                                                      | 2                                                                    |                                                                      |
| 05/08/2010                                                           | Riga                                                                 | Lettonia                                                             | 69 - 68                                                              | Italia                                                               | Qual. Euro 2011                                                      | 0                                                                    |                                                                      |
| 13/03/2011                                                           | Milano                                                               | Italia                                                               | 90 - 88                                                              | World Stars                                                          | All Star Game                                                        | 17                                                                   |                                                                      |
| 29/07/2011                                                           | Bormio                                                               | Italia                                                               | 89 - 70                                                              | Macedonia                                                            | Torneo amichevole                                                    | 8                                                                    |                                                                      |
| 30/07/2011                                                           | Bormio                                                               | Italia                                                               | 80 - 74                                                              | Bulgaria                                                             | Torneo amichevole                                                    | 2                                                                    |                                                                      |
| 05/08/2011                                                           | Nicosia                                                              | Italia                                                               | 70 - 76                                                              | Grecia                                                               | Torneo amichevole                                                    | 11                                                                   |                                                                      |
| 06/08/2011                                                           | Nicosia                                                              | Italia                                                               | 71 - 67                                                              | Russia                                                               | Torneo amichevole                                                    | 2                                                                    |                                                                      |
| 07/08/2011                                                           | Nicosia                                                              | Italia                                                               | 88 - 72                                                              | Polonia                                                              | Torneo amichevole                                                    | 7                                                                    |                                                                      |
| 12/08/2011                                                           | Rimini                                                               | Italia                                                               | 57 - 58                                                              | Bosnia ed Erzegovina                                                 | Torneo amichevole                                                    | 2                                                                    |                                                                      |
| 13/08/2011                                                           | Rimini                                                               | Italia                                                               | 67 - 61                                                              | Polonia                                                              | Torneo amichevole                                                    | 0                                                                    |                                                                      |
| 14/08/2011                                                           | Rimini                                                               | Italia                                                               | 82 - 73                                                              | Grecia                                                               | Torneo amichevole                                                    | 5                                                                    |                                                                      |
| 23/08/2011                                                           | Atene                                                                | Italia                                                               | 74 - 71                                                              | Bulgaria                                                             | Torneo Acropolis 2011                                                | 2                                                                    |                                                                      |
| 24/08/2011                                                           | Atene                                                                | Italia                                                               | 102 - 63                                                             | BYU Cougars                                                          | Torneo Acropolis 2011                                                | 10                                                                   |                                                                      |
| 25/08/2011                                                           | Atene                                                                | Grecia                                                               | 81 - 82 dts                                                          | Italia                                                               | Torneo Acropolis 2011                                                | 0                                                                    |                                                                      |
| 31/08/2011                                                           | Šiauliai                                                             | Serbia                                                               | 80 - 68                                                              | Italia                                                               | EuroBasket 2011 - Fase a gironi                                      | 0                                                                    |                                                                      |
| 01/09/2011                                                           | Šiauliai                                                             | Germania                                                             | 76 - 62                                                              | Italia                                                               | EuroBasket 2011 - Fase a gironi                                      | 0                                                                    |                                                                      |
| 02/09/2011                                                           | Šiauliai                                                             | Lettonia                                                             | 62 - 71                                                              | Italia                                                               | EuroBasket 2011 - Fase a gironi                                      | 2                                                                    |                                                                      |
| 04/09/2011                                                           | Šiauliai                                                             | Italia                                                               | 84 - 91                                                              | Francia                                                              | EuroBasket 2011 - Fase a gironi                                      | 0                                                                    |                                                                      |
| 05/09/2011                                                           | Siauliai                                                             | Israele                                                              | 96 - 95 dts                                                          | Italia                                                               | EuroBasket 2011 - Fase a gironi                                      | 3                                                                    |                                                                      |
| 25/07/2012                                                           | Trento                                                               | Italia                                                               | 79 - 71                                                              | Finlandia                                                            | Torneo amichevole                                                    | 15                                                                   |                                                                      |
| 26/07/2012                                                           | Trento                                                               | Italia                                                               | 84 - 81                                                              | Bosnia ed Erzegovina                                                 | Torneo amichevole                                                    | 12                                                                   |                                                                      |
| 27/07/2012                                                           | Trento                                                               | Italia                                                               | 84 - 73                                                              | Montenegro                                                           | Torneo amichevole                                                    | 20                                                                   |                                                                      |
| 03/08/2012                                                           | Danzica                                                              | Italia                                                               | 87 - 85                                                              | Lettonia                                                             | Torneo amichevole                                                    | 4                                                                    |                                                                      |
| 04/08/2012                                                           | Danzica                                                              | Italia                                                               | 78 - 72                                                              | Montenegro                                                           | Torneo amichevole                                                    | 14                                                                   |                                                                      |
| 05/08/2012                                                           | Danzica                                                              | Polonia                                                              | 66 - 62                                                              | Italia                                                               | Torneo amichevole                                                    | 8                                                                    |                                                                      |
| 08/08/2012                                                           | Trieste                                                              | Italia                                                               | 78 - 70                                                              | Croazia                                                              | Amichevole                                                           | 5                                                                    |                                                                      |
| 09/08/2012                                                           | Parenzo                                                              | Croazia                                                              | 72 - 70                                                              | Italia                                                               | Amichevole                                                           | 19                                                                   |                                                                      |
| 15/08/2012                                                           | Sassari                                                              | Italia                                                               | 97 - 45                                                              | Portogallo                                                           | Qual. Euro 2013                                                      | 5                                                                    |                                                                      |
| 18/08/2012                                                           | Chomutov                                                             | Rep. Ceca                                                            | 53 - 63                                                              | Italia                                                               | Qual. Euro 2013                                                      | 6                                                                    |                                                                      |
| 21/08/2012                                                           | Sassari                                                              | Italia                                                               | 78 - 69                                                              | Turchia                                                              | Qual. Euro 2013                                                      | 23                                                                   |                                                                      |
| 24/08/2012                                                           | Minsk                                                                | Bielorussia                                                          | 63 - 84                                                              | Italia                                                               | Qual. Euro 2013                                                      | 22                                                                   |                                                                      |
| 30/08/2012                                                           | Coimbra                                                              | Portogallo                                                           | 70 - 82                                                              | Italia                                                               | Qual. Euro 2013                                                      | 7                                                                    |                                                                      |
| 02/09/2012                                                           | Trieste                                                              | Italia                                                               | 68 - 56                                                              | Rep. Ceca                                                            | Qual. Euro 2013                                                      | 8                                                                    |                                                                      |
| 05/09/2012                                                           | Kayseri                                                              | Turchia                                                              | 82 - 83                                                              | Italia                                                               | Qual. Euro 2013                                                      | 10                                                                   |                                                                      |
| 08/09/2012                                                           | Trieste                                                              | Italia                                                               | 83 - 58                                                              | Bielorussia                                                          | Qual. Euro 2013                                                      | 8                                                                    |                                                                      |
| 07/08/2013                                                           | Trento                                                               | Italia                                                               | 85 - 69                                                              | Georgia                                                              | Torneo amichevole                                                    | 10                                                                   |                                                                      |
| 08/08/2013                                                           | Trento                                                               | Italia                                                               | 67 - 64                                                              | Israele                                                              | Torneo amichevole                                                    | 2                                                                    |                                                                      |
| 17/08/2013                                                           | Anversa                                                              | Belgio                                                               | 76 - 57                                                              | Italia                                                               | Torneo amichevole                                                    | 12                                                                   |                                                                      |
| 18/08/2013                                                           | Anversa                                                              | Italia                                                               | 74 - 78                                                              | Israele                                                              | Torneo amichevole                                                    | 16                                                                   |                                                                      |
| 19/08/2013                                                           | Anversa                                                              | Italia                                                               | 79 - 82                                                              | Polonia                                                              | Torneo amichevole                                                    | 6                                                                    |                                                                      |
| 28/08/2013                                                           | Atene                                                                | Italia                                                               | 79 - 82                                                              | Bosnia ed Erzegovina                                                 | Torneo amichevole                                                    | 7                                                                    |                                                                      |
| 29/08/2013                                                           | Atene                                                                | Grecia                                                               | 79 - 65                                                              | Italia                                                               | Torneo amichevole                                                    | 19                                                                   |                                                                      |
| 04/09/2013                                                           | Capodistria                                                          | Russia                                                               | 69 - 76                                                              | Italia                                                               | EuroBasket 2013 - Fase a gironi                                      | 25                                                                   |                                                                      |
| 05/09/2013                                                           | Capodistria                                                          | Italia                                                               | 90 - 75                                                              | Turchia                                                              | EuroBasket 2013 - Fase a gironi                                      | 0                                                                    |                                                                      |
| 07/09/2013                                                           | Capodistria                                                          | Italia                                                               | 62 - 44                                                              | Finlandia                                                            | EuroBasket 2013 - Fase a gironi                                      | 10                                                                   |                                                                      |
| 08/09/2013                                                           | Capodistria                                                          | Grecia                                                               | 72 - 81                                                              | Italia                                                               | EuroBasket 2013 - Fase a gironi                                      | 19                                                                   |                                                                      |
| 09/09/2013                                                           | Capodistria                                                          | Svezia                                                               | 79 - 82                                                              | Italia                                                               | EuroBasket 2013 - Fase a gironi                                      | 7                                                                    |                                                                      |
| 12/09/2013                                                           | Lubiana                                                              | Slovenia                                                             | 84 - 77                                                              | Italia                                                               | EuroBasket 2013 - Fase a gironi                                      | 16                                                                   |                                                                      |
| 14/09/2013                                                           | Lubiana                                                              | Croazia                                                              | 76 - 68                                                              | Italia                                                               | EuroBasket 2013 - Fase a gironi                                      | 24                                                                   |                                                                      |
| 16/09/2013                                                           | Lubiana                                                              | Spagna                                                               | 81 - 86                                                              | Italia                                                               | EuroBasket 2013 - Fase a gironi                                      | 11                                                                   |                                                                      |
| 19/09/2013                                                           | Lubiana                                                              | Lituania                                                             | 81 - 77                                                              | Italia                                                               | EuroBasket 2013 - Quarti                                             | 10                                                                   |                                                                      |
| 20/09/2013                                                           | Lubiana                                                              | Italia                                                               | 58 - 66                                                              | Ucraina                                                              | EuroBasket 2013 - Semifinale 5º-8º posto                             | 11                                                                   |                                                                      |
| 21/09/2013                                                           | Lubiana                                                              | Serbia                                                               | 76 - 64                                                              | Italia                                                               | EuroBasket 2013 - Finale 7º-8º posto                                 | 19                                                                   |                                                                      |
| 10/07/2014                                                           | Trento                                                               | Italia                                                               | 91 - 59                                                              | Germania                                                             | Torneo amichevole                                                    | 13                                                                   |                                                                      |
| 11/07/2014                                                           | Trento                                                               | Italia                                                               | 74 - 58                                                              | Paesi Bassi                                                          | Torneo amichevole                                                    | 12                                                                   |                                                                      |
| 12/07/2014                                                           | Trento                                                               | Italia                                                               | 74 - 68                                                              | Belgio                                                               | Torneo amichevole                                                    | 12                                                                   |                                                                      |
| 18/07/2014                                                           | Sarajevo                                                             | Italia                                                               | 60 - 76                                                              | Montenegro                                                           | Torneo amichevole                                                    | 7                                                                    |                                                                      |
| 19/07/2014                                                           | Sarajevo                                                             | Bosnia ed Erzegovina                                                 | 70 - 75                                                              | Italia                                                               | Torneo amichevole                                                    | 21                                                                   |                                                                      |
| 20/07/2014                                                           | Sarajevo                                                             | Italia                                                               | 89 - 77                                                              | Bielorussia                                                          | Torneo amichevole                                                    | 28                                                                   |                                                                      |
| 25/07/2014                                                           | Skopje                                                               | Montenegro                                                           | 84 - 86                                                              | Italia                                                               | Torneo amichevole                                                    | 19                                                                   |                                                                      |
| 26/07/2014                                                           | Skopje                                                               | Macedonia                                                            | 56 - 63                                                              | Italia                                                               | Torneo amichevole                                                    | 17                                                                   |                                                                      |
| 27/07/2014                                                           | Skopje                                                               | Polonia                                                              | 65 - 73                                                              | Italia                                                               | Torneo amichevole                                                    | 14                                                                   |                                                                      |
| 03/08/2014                                                           | Trieste                                                              | Italia                                                               | 74 - 71                                                              | Italia                                                               | Torneo amichevole                                                    | 22                                                                   |                                                                      |
| 04/08/2014                                                           | Trieste                                                              | Italia                                                               | 99 - 71                                                              | Bosnia ed Erzegovina                                                 | Torneo amichevole                                                    | 19                                                                   |                                                                      |
| 05/08/2014                                                           | Trieste                                                              | Italia                                                               | 80 - 71                                                              | Serbia                                                               | Torneo amichevole                                                    | 17                                                                   |                                                                      |
| 13/08/2014                                                           | Mosca                                                                | Russia                                                               | 63 - 65                                                              | Italia                                                               | Qual. Euro 2015                                                      | 11                                                                   |                                                                      |
| 17/08/2014                                                           | Cagliari                                                             | Italia                                                               | 90 - 60                                                              | Svizzera                                                             | Qual. Euro 2015                                                      | 15                                                                   |                                                                      |
| 24/08/2014                                                           | Cagliari                                                             | Italia                                                               | 68 - 72                                                              | Russia                                                               | Qual. Euro 2015                                                      | 15                                                                   |                                                                      |
| 27/08/2014                                                           | Bellinzona                                                           | Svizzera                                                             | 65 - 80                                                              | Italia                                                               | Qual. Euro 2015                                                      | 24                                                                   |                                                                      |
| 30/07/2015                                                           | Trento                                                               | Italia                                                               | 64 - 52                                                              | Paesi Bassi                                                          | Torneo amichevole                                                    | 19                                                                   |                                                                      |
| 31/07/2015                                                           | Trento                                                               | Italia                                                               | 64 - 54                                                              | Austria                                                              | Torneo amichevole                                                    | 10                                                                   |                                                                      |
| 01/08/2015                                                           | Trento                                                               | Italia                                                               | 68 - 69                                                              | Germania                                                             | Torneo amichevole                                                    | 22                                                                   |                                                                      |
| 14/08/2015                                                           | Tbilisi                                                              | Italia                                                               | 82 - 63                                                              | Lettonia                                                             | Torneo amichevole                                                    | 9                                                                    |                                                                      |
| 15/08/2015                                                           | Tbilisi                                                              | Italia                                                               | 85 - 61                                                              | Estonia                                                              | Torneo amichevole                                                    | 8                                                                    |                                                                      |
| 16/08/2015                                                           | Tbilisi                                                              | Georgia                                                              | 67 - 87                                                              | Italia                                                               | Torneo amichevole                                                    | 15                                                                   |                                                                      |
| 21/08/2015                                                           | Capodistria                                                          | Italia                                                               | 86 - 72                                                              | Finlandia                                                            | Torneo amichevole                                                    | 15                                                                   |                                                                      |
| 22/08/2015                                                           | Capodistria                                                          | Italia                                                               | 75 - 77                                                              | Ucraina                                                              | Torneo amichevole                                                    | 0                                                                    |                                                                      |
| 23/08/2015                                                           | Capodistria                                                          | Slovenia                                                             | 76 - 67                                                              | Italia                                                               | Torneo amichevole                                                    | 12                                                                   |                                                                      |
| 05/09/2015                                                           | Berlino                                                              | Italia                                                               | 87 - 89                                                              | Turchia                                                              | EuroBasket 2015 - Fase a Gironi                                      | 7                                                                    |                                                                      |
| 06/09/2015                                                           | Berlino                                                              | Italia                                                               | 71 - 64                                                              | Islanda                                                              | EuroBasket 2015 - Fase a gironi                                      | 7                                                                    |                                                                      |
| 08/09/2015                                                           | Berlino                                                              | Italia                                                               | 105 - 98                                                             | Spagna                                                               | EuroBasket 2015 - Fase a gironi                                      | 0                                                                    |                                                                      |
| 09/09/2015                                                           | Berlino                                                              | Germania                                                             | 82 - 89 dts                                                          | Italia                                                               | EuroBasket 2015 - Fase a gironi                                      | 0                                                                    |                                                                      |
| 10/09/2015                                                           | Berlino                                                              | Italia                                                               | 82 - 101                                                             | Serbia                                                               | EuroBasket 2015 - Fase a gironi                                      | 0                                                                    |                                                                      |
| 13/09/2015                                                           | Lilla                                                                | Italia                                                               | 82 - 52                                                              | Israele                                                              | EuroBasket 2015 - Ottavi                                             | 0                                                                    |                                                                      |
| 16/09/2015                                                           | Lilla                                                                | Italia                                                               | 85 - 95 dts                                                          | Lituania                                                             | EuroBasket 2015 - Quarti                                             | 0                                                                    |                                                                      |
| 17/09/2015                                                           | Lilla                                                                | Italia                                                               | 85 - 70                                                              | Rep. Ceca                                                            | EuroBasket 2015 - Gara 5º posto                                      | 0                                                                    |                                                                      |
| 25/06/2016                                                           | Bologna                                                              | Italia                                                               | 106 - 70                                                             | Filippine                                                            | Torneo amichevole                                                    | 8                                                                    |                                                                      |
| 26/06/2016                                                           | Bologna                                                              | Italia                                                               | 71 - 74                                                              | Canada                                                               | Torneo amichevole                                                    | 6                                                                    |                                                                      |
| 30/06/2016                                                           | Biella                                                               | Italia                                                               | 83 - 70                                                              | Porto Rico                                                           | Amichevole                                                           | 11                                                                   |                                                                      |
| 04/07/2016                                                           | Torino                                                               | Italia                                                               | 68 - 41                                                              | Tunisia                                                              | Qual. Olimpiadi 2016                                                 | 0                                                                    |                                                                      |
| 05/07/2016                                                           | Torino                                                               | Italia                                                               | 67 - 60                                                              | Croazia                                                              | Qual. Olimpiadi 2016                                                 | 6                                                                    |                                                                      |
| 08/09/2016                                                           | Torino                                                               | Italia                                                               | 79 - 54                                                              | Messico                                                              | Qual. Olimpiadi 2016                                                 | 9                                                                    |                                                                      |
| 09/07/2016                                                           | Torino                                                               | Italia                                                               | 78 - 84                                                              | Croazia                                                              | Qual. Olimpiadi 2016                                                 | 12                                                                   |                                                                      |
| 29/07/2017                                                           | Trento                                                               | Italia                                                               | 96 - 36                                                              | Bielorussia                                                          | Torneo amichevole                                                    | 14                                                                   |                                                                      |
| 30/07/2017                                                           | Trento                                                               | Italia                                                               | 66 - 57                                                              | Paesi Bassi                                                          | Torneo amichevole                                                    | 6                                                                    |                                                                      |
| 11/08/2017                                                           | Cagliari                                                             | Italia                                                               | 75 - 70                                                              | Finlandia                                                            | Torneo amichevole                                                    | 14                                                                   |                                                                      |
| 13/08/2017                                                           | Cagliari                                                             | Italia                                                               | 73 - 53                                                              | Turchia                                                              | Torneo amichevole                                                    | 17                                                                   |                                                                      |
| 18/08/2017                                                           | Tolosa                                                               | Montenegro                                                           | 66 - 67                                                              | Italia                                                               | Torneo amichevole                                                    | 10                                                                   |                                                                      |
| 19/08/2017                                                           | Tolosa                                                               | Belgio                                                               | 80 - 60                                                              | Italia                                                               | Torneo amichevole                                                    | 8                                                                    |                                                                      |
| 20/08/2017                                                           | Tolosa                                                               | Francia                                                              | 88 - 63                                                              | Francia                                                              | Torneo amichevole                                                    | 6                                                                    |                                                                      |
| 23/08/2017                                                           | Atene                                                                | Serbia                                                               | 73 - 65                                                              | Italia                                                               | Torneo Acropolis 2017                                                | 9                                                                    |                                                                      |
| 24/08/2017                                                           | Atene                                                                | Grecia                                                               | 73 - 70                                                              | Italia                                                               | Torneo Acropolis 2017                                                | 9                                                                    |                                                                      |
| 25/08/2017                                                           | Atene                                                                | Georgia                                                              | 65 - 73                                                              | Italia                                                               | Torneo Acropolis 2017                                                | 4                                                                    |                                                                      |
| 31/08/2017                                                           | Tel Aviv                                                             | Israele                                                              | 48 - 69                                                              | Italia                                                               | EuroBasket 2017 - Fase a gironi                                      | 16                                                                   |                                                                      |
| 02/09/2017                                                           | Tel Aviv                                                             | Ucraina                                                              | 66 - 78                                                              | Italia                                                               | EuroBasket 2017 - Fase a gironi                                      | 12                                                                   |                                                                      |
| 03/09/2017                                                           | Tel Aviv                                                             | Lituania                                                             | 78 - 75                                                              | Italia                                                               | EuroBasket 2017 - Fase a gironi                                      | 24                                                                   |                                                                      |
| 05/09/2017                                                           | Tel Aviv                                                             | Germania                                                             | 61 - 55                                                              | Italia                                                               | EuroBasket 2017 - Fase a gironi                                      | 9                                                                    |                                                                      |
| 06/09/2017                                                           | Tel Aviv                                                             | Georgia                                                              | 69 - 71                                                              | Italia                                                               | EuroBasket 2017 - Fase a gironi                                      | 14                                                                   |                                                                      |
| 09/09/2017                                                           | Istanbul                                                             | Finlandia                                                            | 57 - 70                                                              | Italia                                                               | EuroBasket 2017 - Ottavi                                             | 15                                                                   |                                                                      |
| 13/09/2017                                                           | Istanbul                                                             | Italia                                                               | 67 - 83                                                              | Serbia                                                               | EuroBasket 2017 - Quarti                                             | 15                                                                   |                                                                      |
| 07/09/2018                                                           | Amburgo                                                              | Rep. Ceca                                                            | 87 - 80                                                              | Italia                                                               | Torneo amichevole                                                    | 14                                                                   | [ 25 ]                                                               |
| 08/09/2018                                                           | Amburgo                                                              | Germania                                                             | 62 - 71                                                              | Italia                                                               | Torneo amichevole                                                    | 10                                                                   | [ 26 ]                                                               |
| 14/09/2018                                                           | Bologna                                                              | Italia                                                               | 101 - 82                                                             | Polonia                                                              | Qual. Mondiali 2019                                                  | 14                                                                   | [ 27 ]                                                               |
| 17/09/2018                                                           | Debrecen                                                             | Ungheria                                                             | 63 - 69                                                              | Italia                                                               | Qual. Mondiali 2019                                                  | 18                                                                   | [ 28 ]                                                               |
| 17/08/2019                                                           | Atene                                                                | Italia                                                               | 64 - 96                                                              | Serbia                                                               | Torneo Acropolis 2019                                                | 0                                                                    | [ 29 ]                                                               |
| 23/08/2019                                                           | Shenyang                                                             | Italia                                                               | 65 - 71                                                              | Serbia                                                               | Torneo amichevole                                                    | 7                                                                    | [ 30 ]                                                               |
| 25/08/2019                                                           | Shenyang                                                             | Italia                                                               | 80 - 82                                                              | Francia                                                              | Torneo amichevole                                                    | 5                                                                    | [ 31 ]                                                               |
| 26/08/2019                                                           | Anshan                                                               | Italia                                                               | 82 - 88                                                              | Nuova Zelanda                                                        | Torneo amichevole                                                    | 2                                                                    | [ 32 ]                                                               |
| 31/08/2019                                                           | Foshan                                                               | Italia                                                               | 108 - 62                                                             | Filippine                                                            | Mondiali 2019 - 1ª fase a gironi                                     | 17                                                                   | [ 33 ]                                                               |
| 02/09/2019                                                           | Foshan                                                               | Italia                                                               | 92 - 61                                                              | Angola                                                               | Mondiali 2019 - 1ª fase a gironi                                     | 8                                                                    | [ 34 ]                                                               |
| 04/09/2019                                                           | Foshan                                                               | Italia                                                               | 77 - 92                                                              | Serbia                                                               | Mondiali 2019 - 1ª fase a gironi                                     | 5                                                                    | [ 35 ]                                                               |
| 06/09/2019                                                           | Wuhan                                                                | Italia                                                               | 60 - 67                                                              | Spagna                                                               | Mondiali 2019 - 2ª fase a gironi                                     | 12                                                                   | [ 36 ]                                                               |
| 08/09/2019                                                           | Wuhan                                                                | Italia                                                               | 94 - 89 dts                                                          | Porto Rico                                                           | Mondiali 2019 - 2ª fase a gironi                                     | 0                                                                    | [ 37 ]                                                               |
| 04/07/2022                                                           | Almere                                                               | Paesi Bassi                                                          | 81 - 92                                                              | Italia                                                               | Qual. Mondiali 2023                                                  | 11                                                                   | [ 38 ]                                                               |
| 12/08/2022                                                           | Bologna                                                              | Italia                                                               | 78 - 79 dts                                                          | Francia                                                              | Amichevole                                                           | 0                                                                    | [ 39 ]                                                               |
| 19/08/2022                                                           | Amburgo                                                              | Italia                                                               | 86 - 90                                                              | Serbia                                                               | Torneo amichevole                                                    | 3                                                                    | [ 40 ]                                                               |
| 20/08/2022                                                           | Amburgo                                                              | Italia                                                               | 96 - 80                                                              | Rep. Ceca                                                            | Torneo amichevole                                                    | 7                                                                    | [ 41 ]                                                               |
| 24/08/2022                                                           | Riga                                                                 | Ucraina                                                              | 89 - 97                                                              | Italia                                                               | Qual. Mondiali 2023                                                  | 3                                                                    | [ 42 ]                                                               |
| 27/08/2022                                                           | Brescia                                                              | Italia                                                               | 91 - 84                                                              | Georgia                                                              | Qual. Mondiali 2023                                                  | 9                                                                    | [ 43 ]                                                               |
| 02/09/2022                                                           | Milano                                                               | Italia                                                               | 83 - 62                                                              | Estonia                                                              | EuroBasket 2022 - Fase a gironi                                      | 11                                                                   | [ 44 ]                                                               |
| 03/09/2022                                                           | Milano                                                               | Grecia                                                               | 85 - 81                                                              | Italia                                                               | EuroBasket 2022 - Fase a gironi                                      | 6                                                                    | [ 45 ]                                                               |
| 05/09/2022                                                           | Milano                                                               | Ucraina                                                              | 84 - 73                                                              | Italia                                                               | EuroBasket 2022 - Fase a gironi                                      | 3                                                                    | [ 46 ]                                                               |
| 06/09/2022                                                           | Milano                                                               | Italia                                                               | 81 - 76                                                              | Croazia                                                              | EuroBasket 2022 - Fase a gironi                                      | 6                                                                    | [ 47 ]                                                               |
| 08/09/2022                                                           | Milano                                                               | Italia                                                               | 90 - 56                                                              | Gran Bretagna                                                        | EuroBasket 2022 - Fase a gironi                                      | 13                                                                   | [ 48 ]                                                               |
| 11/09/2022                                                           | Berlino                                                              | Serbia                                                               | 86 - 94                                                              | Italia                                                               | EuroBasket 2022 - Ottavi                                             | 6                                                                    | [ 49 ]                                                               |
| 14/09/2022                                                           | Berlino                                                              | Francia                                                              | 93 - 85 dts                                                          | Italia                                                               | EuroBasket 2022 - Quarti                                             | 12                                                                   | [ 50 ]                                                               |
| 04/08/2023                                                           | Trento                                                               | Italia                                                               | 90 - 89 dts                                                          | Turchia                                                              | Torneo amichevole                                                    | 3                                                                    | [ 51 ]                                                               |
| 05/08/2023                                                           | Trento                                                               | Italia                                                               | 79 - 61                                                              | Cina                                                                 | Torneo amichevole                                                    | 5                                                                    | [ 52 ]                                                               |
| 09/08/2023                                                           | Atene                                                                | Italia                                                               | 89 - 88                                                              | Serbia                                                               | Torneo Acropolis 2023                                                | 4                                                                    | [ 53 ]                                                               |
| 10/08/2023                                                           | Atene                                                                | Grecia                                                               | 70 - 74                                                              | Italia                                                               | Torneo Acropolis 2023                                                | 0                                                                    | [ 54 ]                                                               |
| 13/08/2023                                                           | Ravenna                                                              | Italia                                                               | 98 - 65                                                              | Porto Rico                                                           | Amichevole                                                           | 5                                                                    | [ 55 ]                                                               |
| 20/08/2023                                                           | Shenzhen                                                             | Italia                                                               | 93 - 87                                                              | Brasile                                                              | Torneo amichevole                                                    | 9                                                                    | [ 56 ]                                                               |
| 21/08/2023                                                           | Shenzhen                                                             | Italia                                                               | 88 - 81                                                              | Nuova Zelanda                                                        | Torneo amichevole                                                    | 9                                                                    | [ 57 ]                                                               |
| 25/08/2023                                                           | Santa Maria                                                          | Angola                                                               | 67 - 81                                                              | Italia                                                               | Mondiali 2023 - 1ª fase a gironi                                     | 4                                                                    | [ 58 ]                                                               |
| 27/08/2023                                                           | Quezon City                                                          | Italia                                                               | 82 - 87                                                              | Rep. Dominicana                                                      | Mondiali 2023 - 1ª fase a gironi                                     | 8                                                                    | [ 59 ]                                                               |
| 29/08/2023                                                           | Quezon City                                                          | Filippine                                                            | 83 - 90                                                              | Italia                                                               | Mondiali 2023 - 1ª fase a gironi                                     | 5                                                                    | [ 60 ]                                                               |
| 01/09/2023                                                           | Quezon City                                                          | Serbia                                                               | 76 - 78                                                              | Italia                                                               | Mondiali 2023 - 2ª fase a gironi                                     | 10                                                                   | [ 61 ]                                                               |
| 03/09/2023                                                           | Quezon City                                                          | Italia                                                               | 73 - 57                                                              | Porto Rico                                                           | Mondiali 2023 - 2ª fase a gironi                                     | 11                                                                   | [ 62 ]                                                               |
| 05/09/2023                                                           | Pasay                                                                | Italia                                                               | 63 - 100                                                             | Stati Uniti                                                          | Mondiali 2023 - Quarti                                               | 3                                                                    | [ 63 ]                                                               |
| 07/09/2023                                                           | Pasay                                                                | Italia                                                               | 82 - 87                                                              | Lettonia                                                             | Mondiali 2023 - Semifinale 5º-8º posto                               | 20                                                                   | [ 64 ]                                                               |
| 09/09/2023                                                           | Pasay                                                                | Italia                                                               | 85 - 89                                                              | Slovenia                                                             | Mondiali 2023 - Finale 7º-8º posto                                   | 1                                                                    | [ 65 ]                                                               |
| Totale                                                               |                                                                      | Presenze                                                             | 203                                                                  |                                                                      | Punti                                                                | 1.766                                                                |                                                                      |

## Palmarès

### Club

#### Competizioni nazionali
- Campionato italiano: 3

Mens Sana Siena: 2003-04
Olimpia Milano: 2021-22, 2022-23
- Supercoppa italiana: 2

Mens Sana Siena: 2004
Olimpia Milano: 2020
- Coppa Italia: 2

Olimpia Milano: 2021, 2022
- Campionato turco: 3

Fenerbahçe: 2015-16, 2016-17, 2017-18
- Coppa di Turchia: 3

Fenerbahçe: 2016, 2019, 2020
- Coppa del Presidente: 2

Fenerbahçe: 2016, 2017

#### Competizioni internazionali
- Eurolega: 1

Fenerbahçe: 2016-17

### Individuale
- Miglior Under-22 della Serie A: 1

Virtus Roma: 2009
- MVP Serie A: 1

Virtus Roma: 2012-13
- All-Euroleague Second Team: 1

Fenerbahçe: 2015-16
- MVP Finali Campionato Turco: 1

Fenerbahçe: 2015-16
- MVP Coppa del Presidente: 1

Fenerbahçe: 2017
- MVP Coppa di Turchia: 2

Fenerbahçe: 2019, 2020
- MVP Coppa Italia: 1

Olimpia Milano: 2021
- MVP finali Serie A 2022-2023: 1

Olimpia Milano